# Col de la Séboue
Le col de la Séboue est un col situé dans le département des Vosges, à la limite entre les communes de Fraize et La Croix-aux-Mines.

## Accès
En lisière de la forêt communale de La Croix-aux-Mines et de Fraize, le col est accessible en empruntant la route forestière  Jean-François-Pelet.

## Histoire
Il fut le théâtre de violents combats au début de la Première Guerre mondiale ; l'une des premières batailles de la Grande Guerre s'y déroula en août et septembre 1914 faisant des milliers de morts.
Au départ de la gare de Fraize, un chemin de fer à voie étroite ou « tacot » acheminait les troupes à la gare des Roussels à la Séboue et permettait d’alimenter le front nord-est de la commune dont notamment le secteur du Violu.

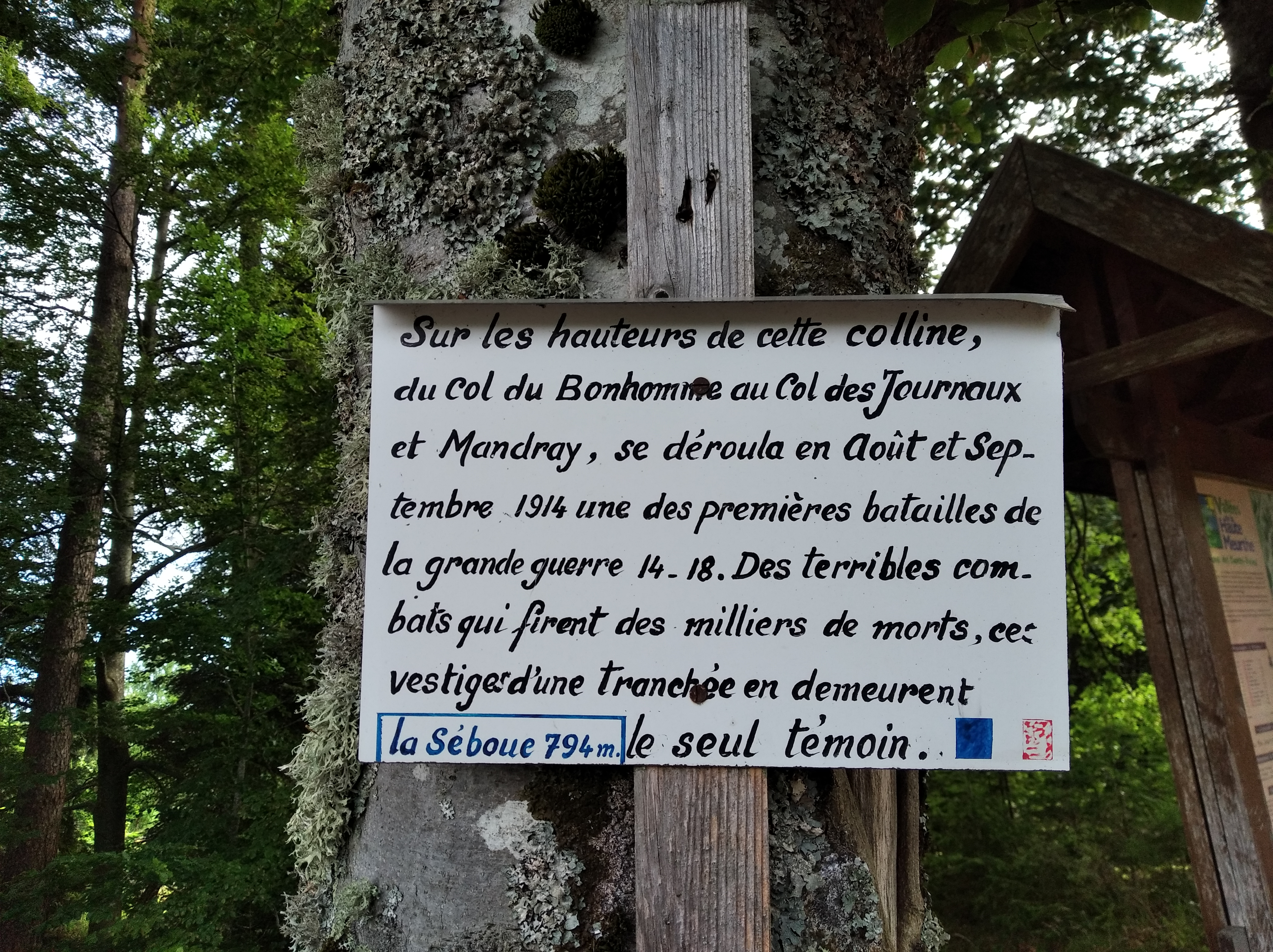
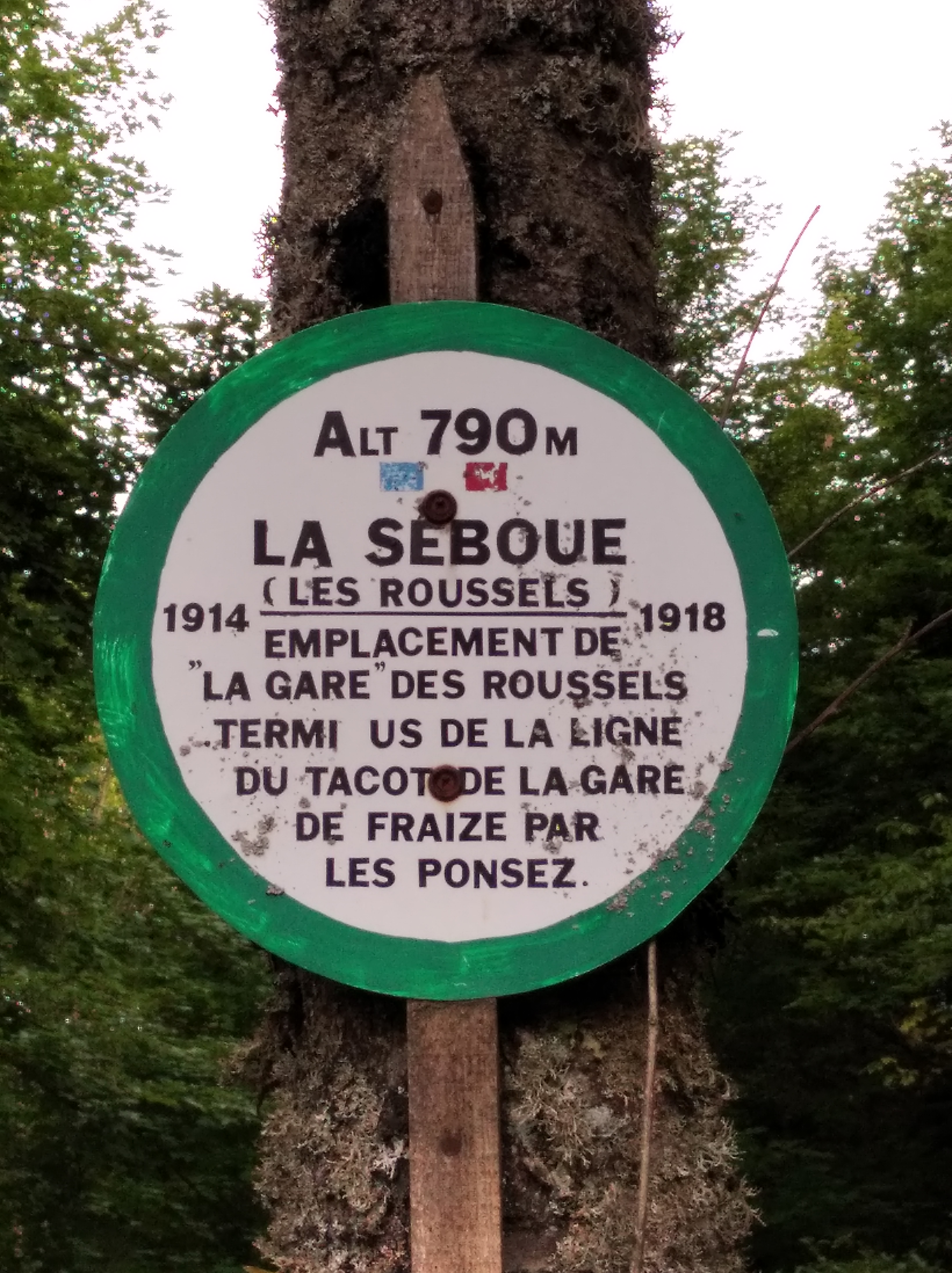
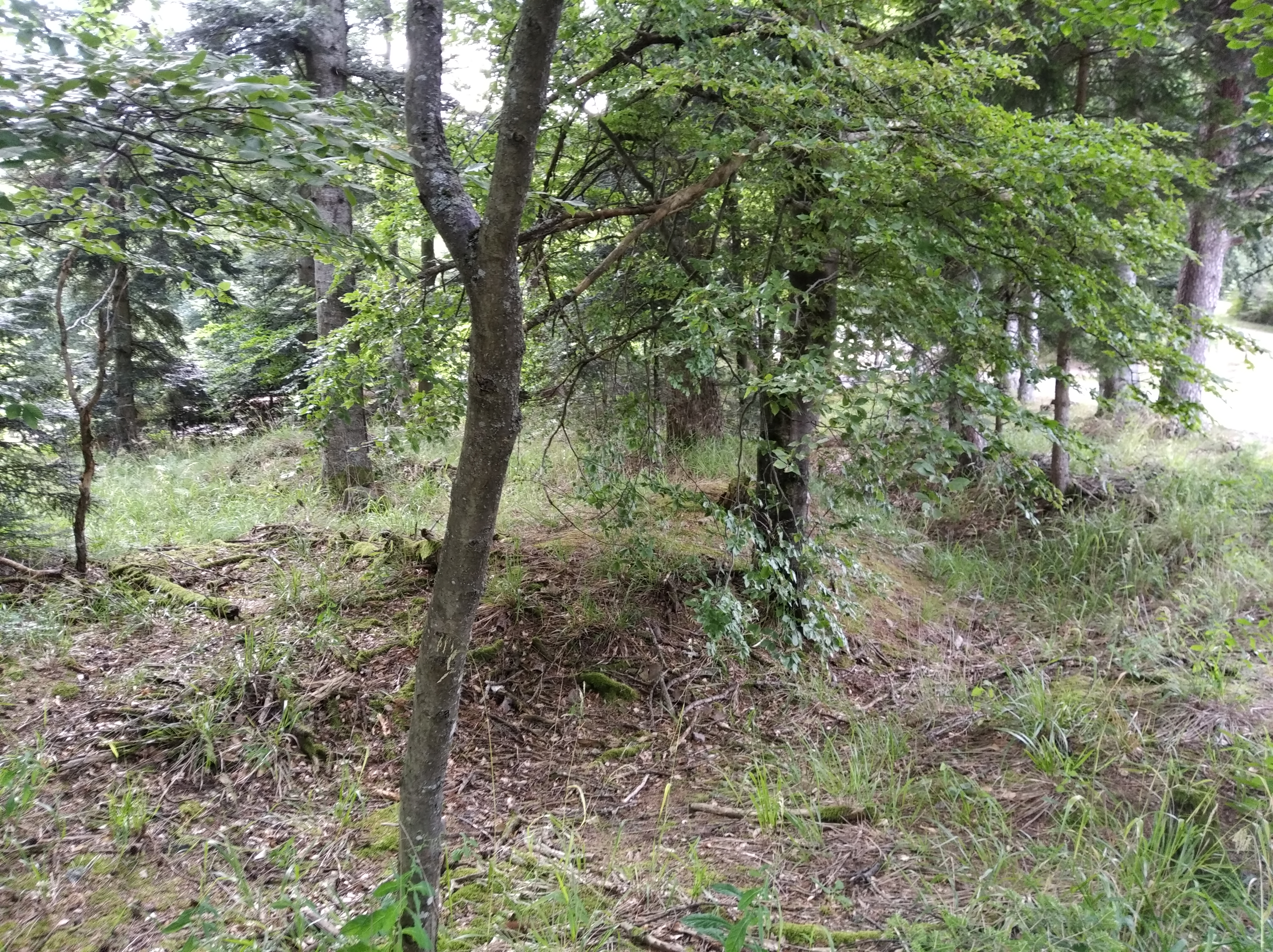
Vestiges d'une ancienne tranchée.

## Activités

### Télécommunications

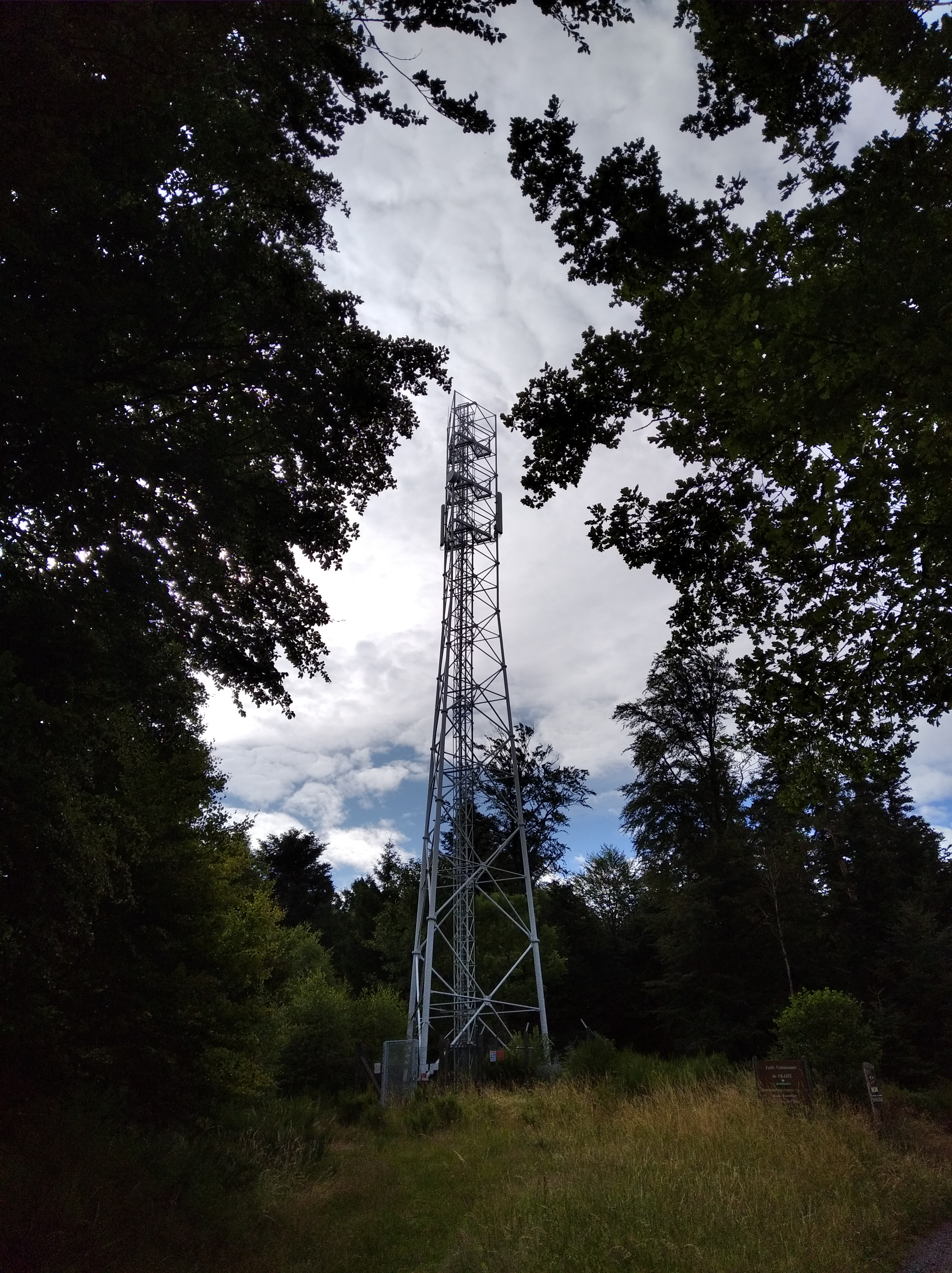
Antenne-relais.

Un pylône autostable, propriété de France Télécom et utilisant un réseau GSM en 900 MHz, est implanté en contre-haut avec une hauteur au sol de 29 mètres.

### Randonnée
De nombreux murs de pierres séchées subsistent dont la fonction principale était le balisage des terrains. La qualité de réalisation et le site en font un lieu d’intérêt. Un panneau explicatif et un circuit permettent de découvrir une partie des murs en partant du col qui est également parcouru par le sentier de grande randonnée de pays de la Déodatie (GRP de la Déodatie).